# Język lushootseed

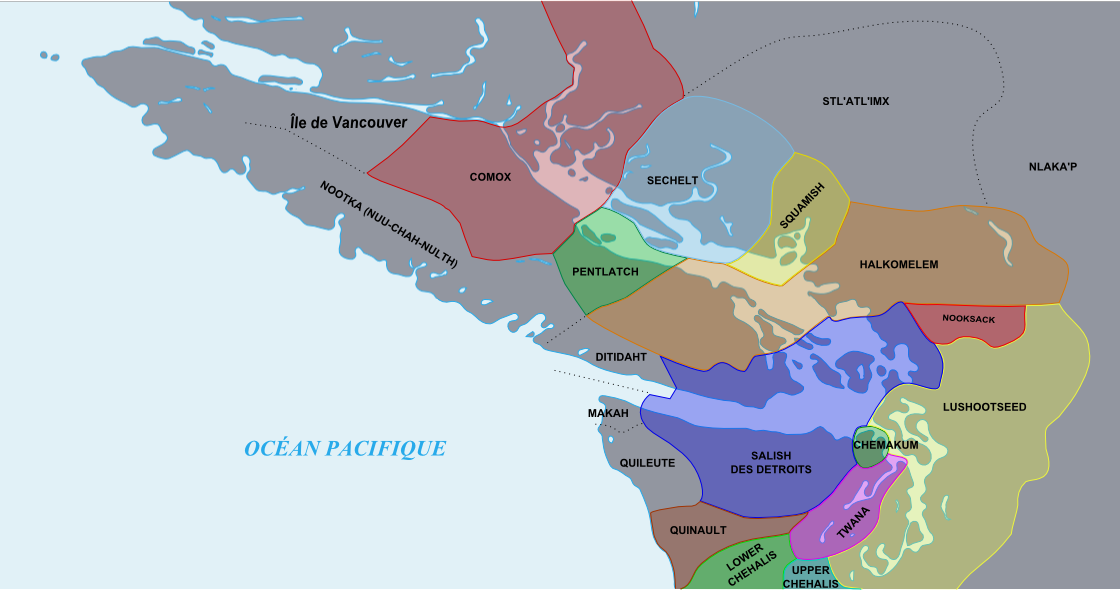
Mapa populacji wybrzeża Salish

Język lushootseed (nazwa własna: dxʷləšúcid) – język z rodziny języków salisz używany przed kolonizacją w stanie Waszyngton, między Cieśniną Pugeta i Górami Kaskadowymi. Język lushootseed posiada dwa dialekty: północny i południowy. Dialekt północny jest używany przez plemiona: Nuwhaha, Mesekwegwils, Chobaabish, Smaliwhu, Miskaiwhu, Swinomish, Nookachamps, Sauk, Suiattle, Suquamish, Kikiallus, Skagit, Stillaguamish, Snohomish, Kwehtlmamish, Staktalijamish i Skykomish. Dialektu południowego używali: Sammamish, Snoqualmie, Suquamish, Saktamish, Stkehlmish, Duwamish, Stkamish, Yilalkoamish, Skopamish, Smulkamish, Puyallup, Tkwakwamish, Homamish, Squaxin, Shotlemamish, Sahewamish, Tapeeksin, Squiaitl, Nusebchatl, Stehcass, Nisqually i Meshal.
Niezwykłą cechą języka lushootseed jest zupełny brak nazalizacji. Głoski nosowe, takie jak /m/ i /n/ pojawiają się jedynie w archaicznym stylu używanym przy opowiadaniu mitów, a także w mowie do dzieci. Język ten posiada także bardzo bogate słownictwo związane z gospodarką morską i połowami łososia.